# Яванска падина
Яванската падина (също Зондска падина) е най-дълбоката падина на Индийския океан, на юг от о. Ява, Индонезия. Простира се на дължина около 1350 km. Ширината ѝ е от 15 до 55 km, а максималната дълбочина – 7725 m. На места има много стръмни склонове.
Падината се счита за част от Тихоокеанския огнен пръстен.